# جولیو نوچیاری
جولیو نوچیاری (انگلیسی: Giulio Nuciari؛ زادهٔ ۲۶ آوریل ۱۹۶۰) بازیکن فوتبال اهل ایتالیا است.
از باشگاه‌هایی که در آن بازی کرده‌است می‌توان به باشگاه فوتبال آ.ث. میلان، باشگاه فوتبال سمپدوریا، باشگاه فوتبال مونتسا، و باشگاه فوتبال ترنانا اشاره کرد.